# Lago di Trebecco
Il lago di Trebecco è un lago artificiale situato lungo il corso del torrente Tidone e originato dalla costruzione a fini irrigui e idroelettrici di una diga, conosciuta come diga del Molato.
Il lago è posto sul confine tra le province di Pavia e Piacenza, tra i comuni di Zavattarello e Alta Val Tidone.

## Origini del nome
Il nome del lago deriva dal centro abitato di Trebecco, posto sul versante opposto del monte Bissolo rispetto al lago, nel cui territorio comunale, all'epoca della costruzione della diga che ha originato il lago, era ricompresa buona parte del bacino. Al nome ufficiale è stato affiancato negli anni il nome di lago del Molato, derivante dal nome della diga, a sua volta originatosi dal rio Molato, affluente di sinistra del Tidone nei pressi della cui foce è stata costruita la diga, anche a causa della soppressione del comune di Trebecco, avvenuta nel 1928.

## Geografia

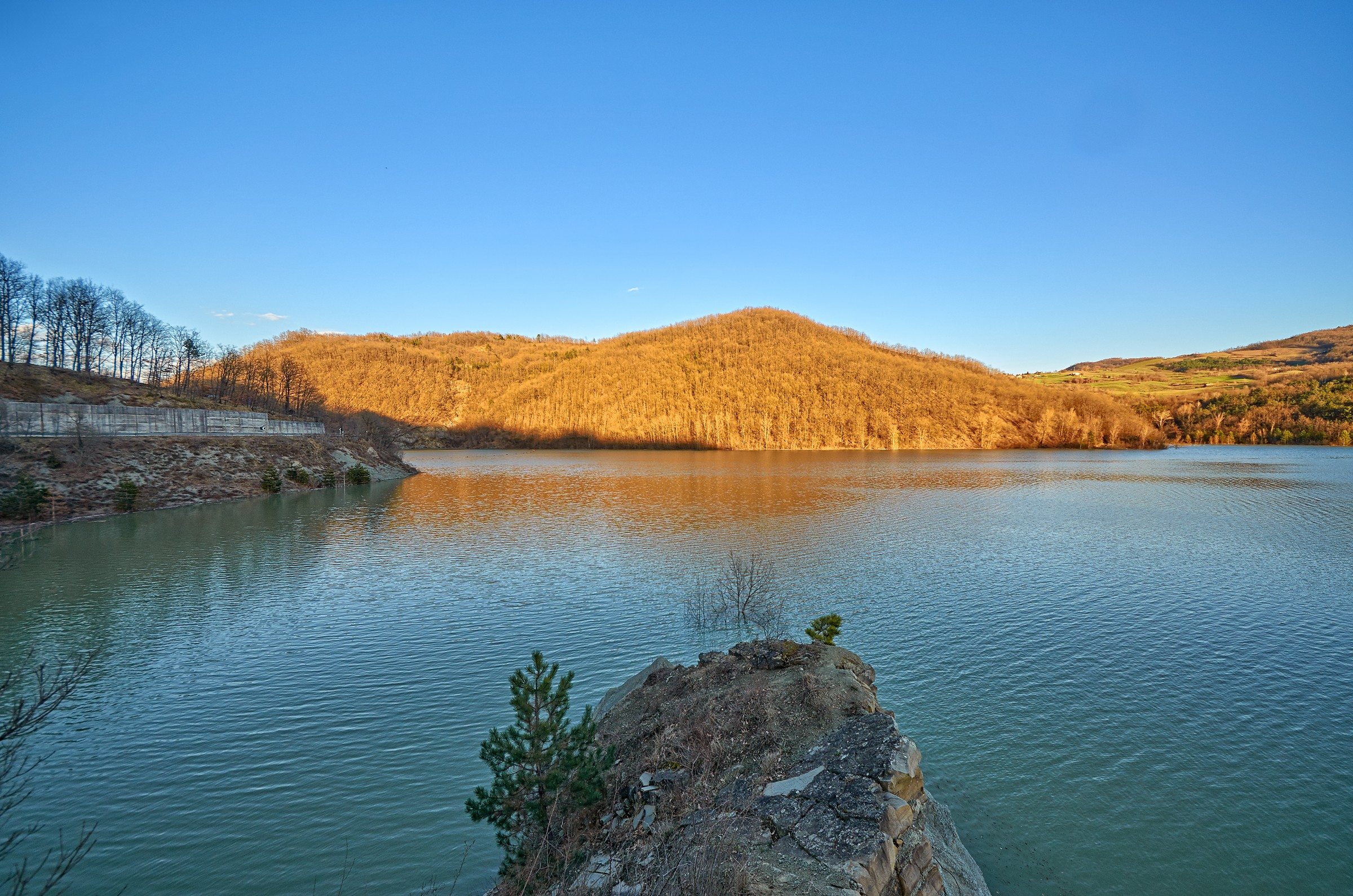
Il lago e il monte Bissolo

Il lago artificiale si trova ai piedi del monte Bissolo, un rilievo collinare posto sulla sponda destra del torrente Tidone, che si eleva dalla sponda orientale del bacino con pareti estremamente ripide composte in buona parte da boschi di latifoglie misti nei quali prevale la roverella. Ai boschi si alternano, in misura minore, prati dediti a pascolo e pascoli alberati.
Il lago presenta un bacino imbrifero di 83 km², si trova ad un'altezza di 359 m s.l.m. raggiunge una profondità massima di 49 m e ha una capacità massima di poco meno di 8600000 m³ di acqua.
Il lago viene costeggiato sul lato occidentale dalla strada statale 412 della Val Tidone, mentre sulla sponda opposta è presente un sentiero, inserito nel percorso del sentiero del Tidone, itinerario che collega la sorgente del Tidone con la sua foce nel Po.

## Storia

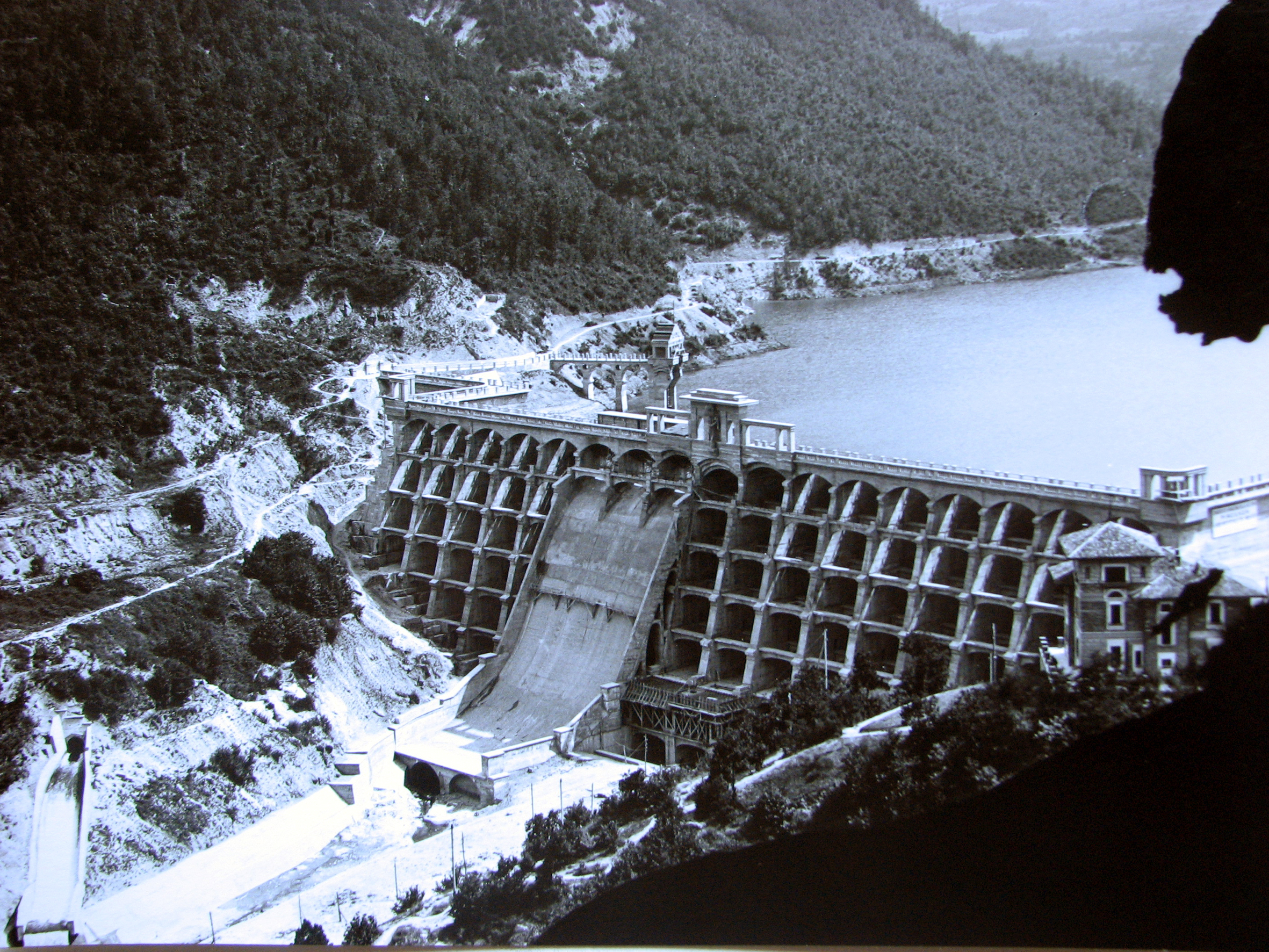
La diga del Molato nel 1928, anno in cui è entrata in funzione

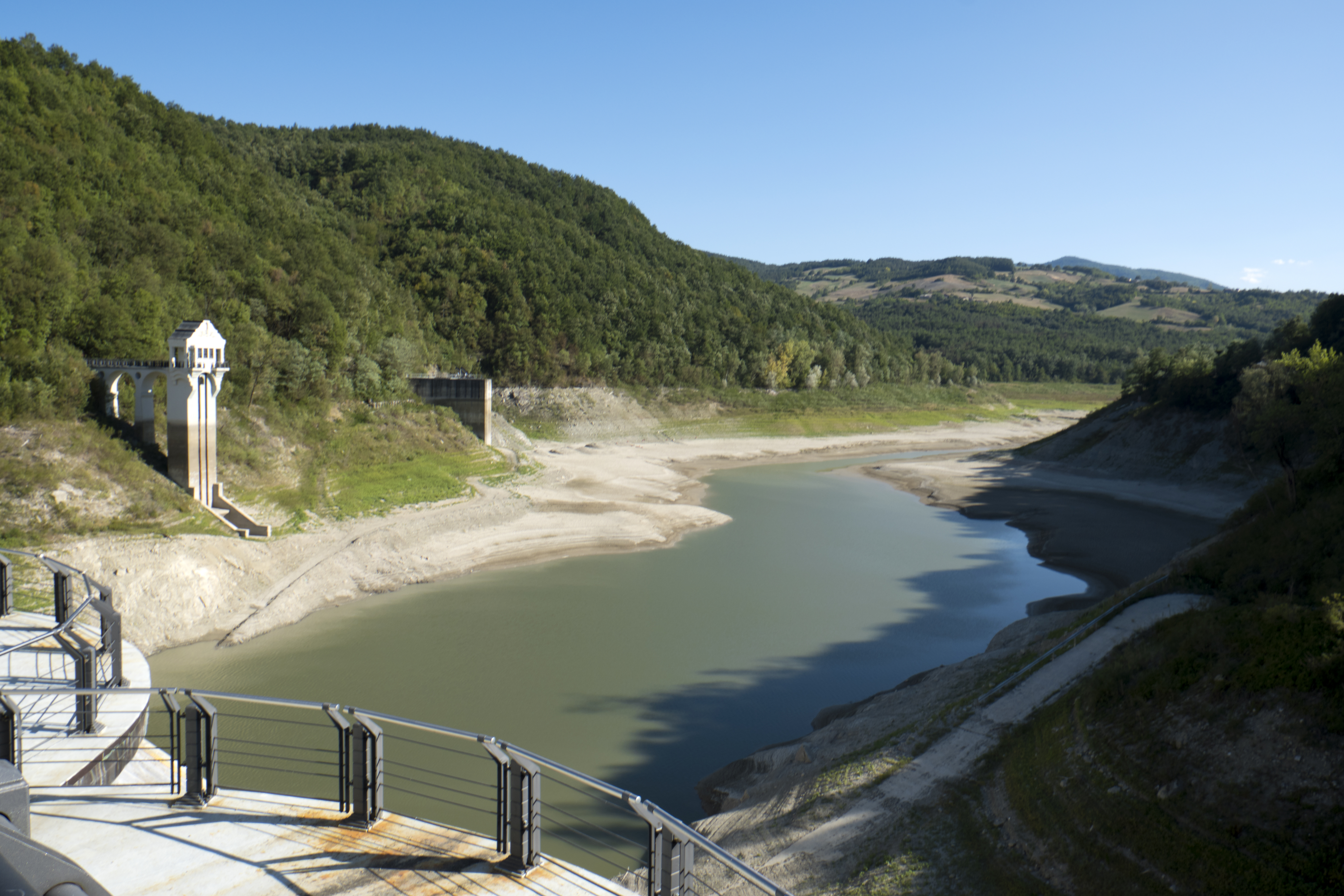
Il lago visto dalla sommità della diga nella stagione estiva

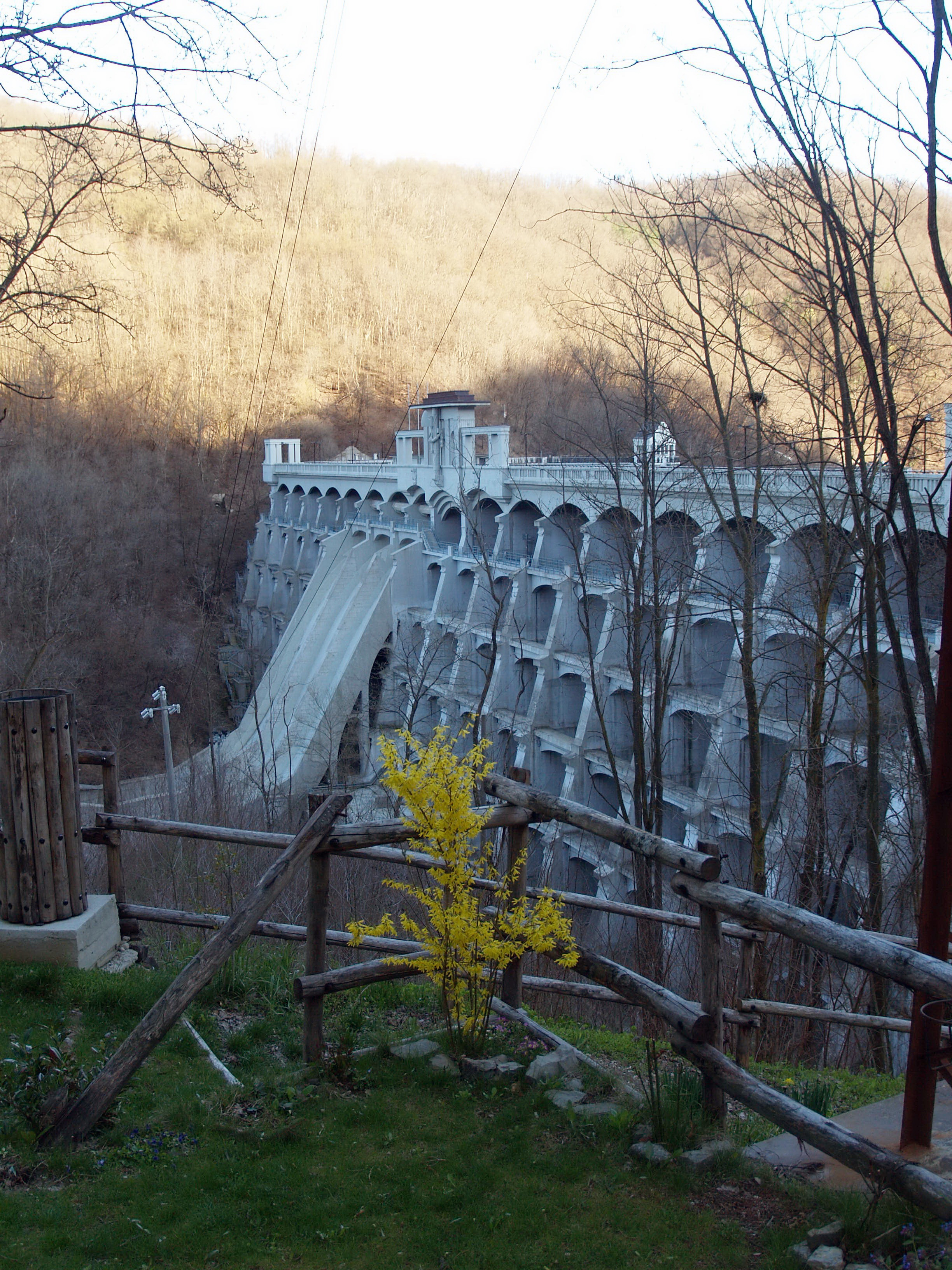
Il fronte della diga nel 2010

Dopo che nei primi anni del XX secolo si erano manifestate diverse idee riguardo alla regimazione delle acque della val Tidone, il progetto esecutivo della costruzione della diga del Molato venne redatto nel 1920 ad opera dell'ingegner Augusto Ballerio, il quale avrebbe, poi, ricoperto la carica di direttore generale durante i lavori di costruzione dell'invaso, con il supporto, in qualità di consulenti, del professor Arturo Danusso, il quale si occupò della parte statica e dell'ingegner Claudio Segrè, il quale si occupò della parte geologica.
I lavori di costruzione, operati dall'impresa Bonomi, Marinoni e Cavallazzi, iniziarono nel 1921; nel 1923 l'impresa fu sostituita dall'azienda Riccardo Filippa, con sede a Torino. All'inizio del 1924, a seguito del disastro del Gleno che aveva avuto come protagonista un altro invaso ad archi multipli, i lavori vennero temporaneamente sospesi; a differenza di altri invasi che furono conseguentemente modificati in dighe a gravità, i lavori furono poi ripresi senza modificare la tipologia costruttiva nel 1926, al termine delle analisi di una commissione insediata dal Ministero dei Lavori Pubblici e deputata a verificare il livello di sicurezza delle dighe esistenti. Durante i lavori, il materiale impiegato per la realizzazione della diga, venne trasportato dal limitrofo centro di Caminata fino al luogo della costruzione mediante l'utilizzo di carretti.
Una volta completati i lavori la diga venne inaugurata, nel 1928, con una cerimonia alla quale partecipò l'allora capo del governo italiano, il dittatore fascista Benito Mussolini. Al momento dell'inaugurazione l'invaso era capace di contenere 12000000 m³ di acqua.
La diga, realizzata in calcestruzzo, risultò pesantemente influenzata dagli stilemi fascisti in voga durante l'epoca di costruzione; in particolare, il fronte, caratterizzato da più livelli di archi multipli dotati di speroni, può essere ascritto ai canoni del monumentalismo. Le pareti laterali vennero realizzate a gravita massiccia, l'altezza massima era di 55,3 m, mentre la lunghezza era di 180 m alla base e 322 m sulla sommità.
Tra il 1990 e il 2006 la diga venne sottoposta ad alcuni interventi finalizzati all'adeguamento della struttura, tra cui il ripristino delle parti in calcestruzzo, la riabilitazione degli scarichi esistenti e la realizzazione ex novo di alcuni scarichi di superficie.
Tra il 2016 e il 2019 il consorzio di bonifica Piacenza, ente proprietario della diga, condusse una serie di lavori di restauro del manufatto, per un importo totale di 4 milioni di €, finalizzati al consolidamento spondale del torrente Tidone nei pressi dell'invaso, ad una miglior gestione dei flussi di acqua in uscita e al rafforzamento delle capacità di contenimento: i lavori permisero di aumentare la capienza dell'invaso da 7600000 m³ a 8600000 m³.

Immagini dell'invaso e della diga del 1950 dall'Archivio storico del Touring Club Italiano
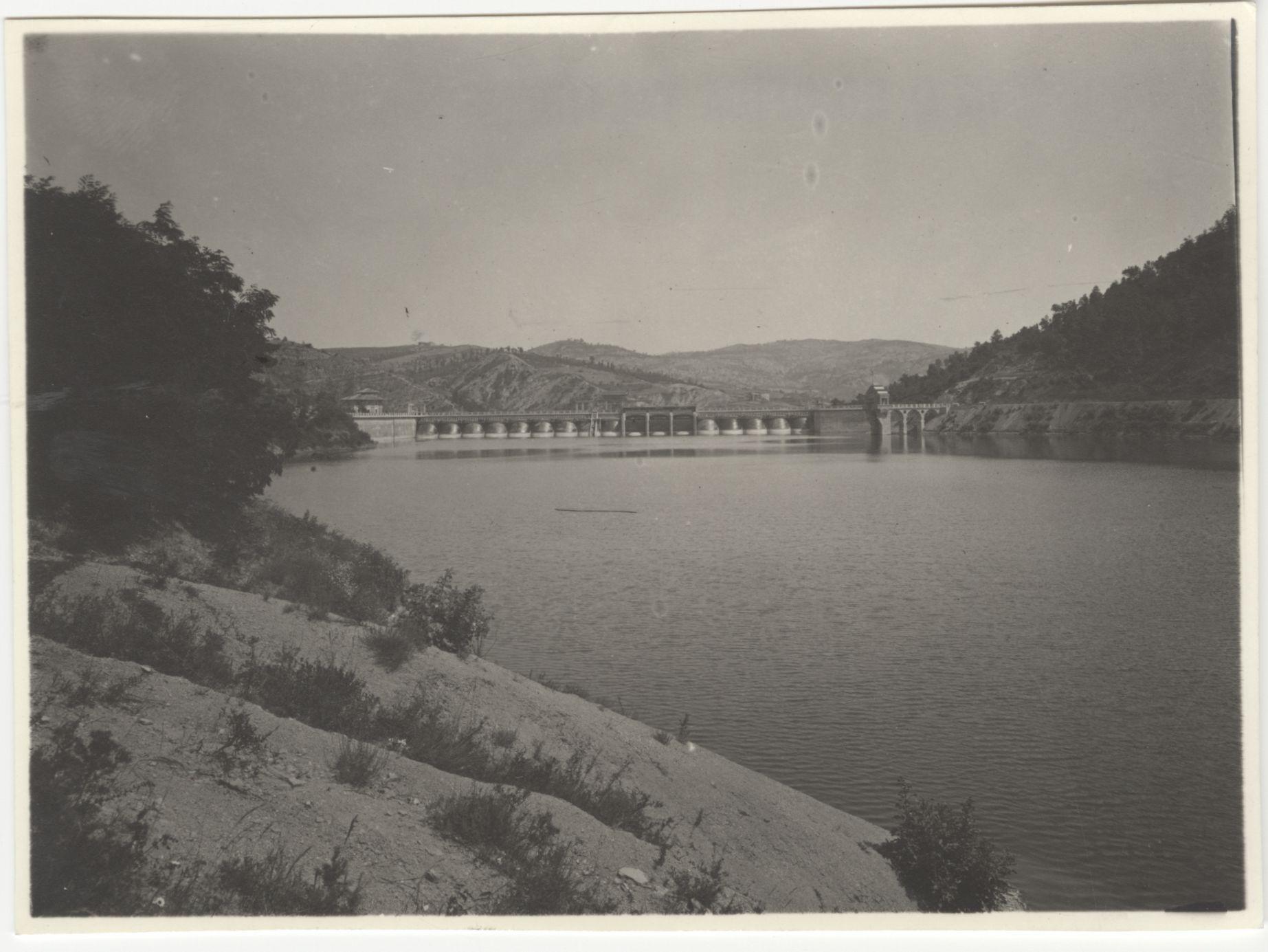
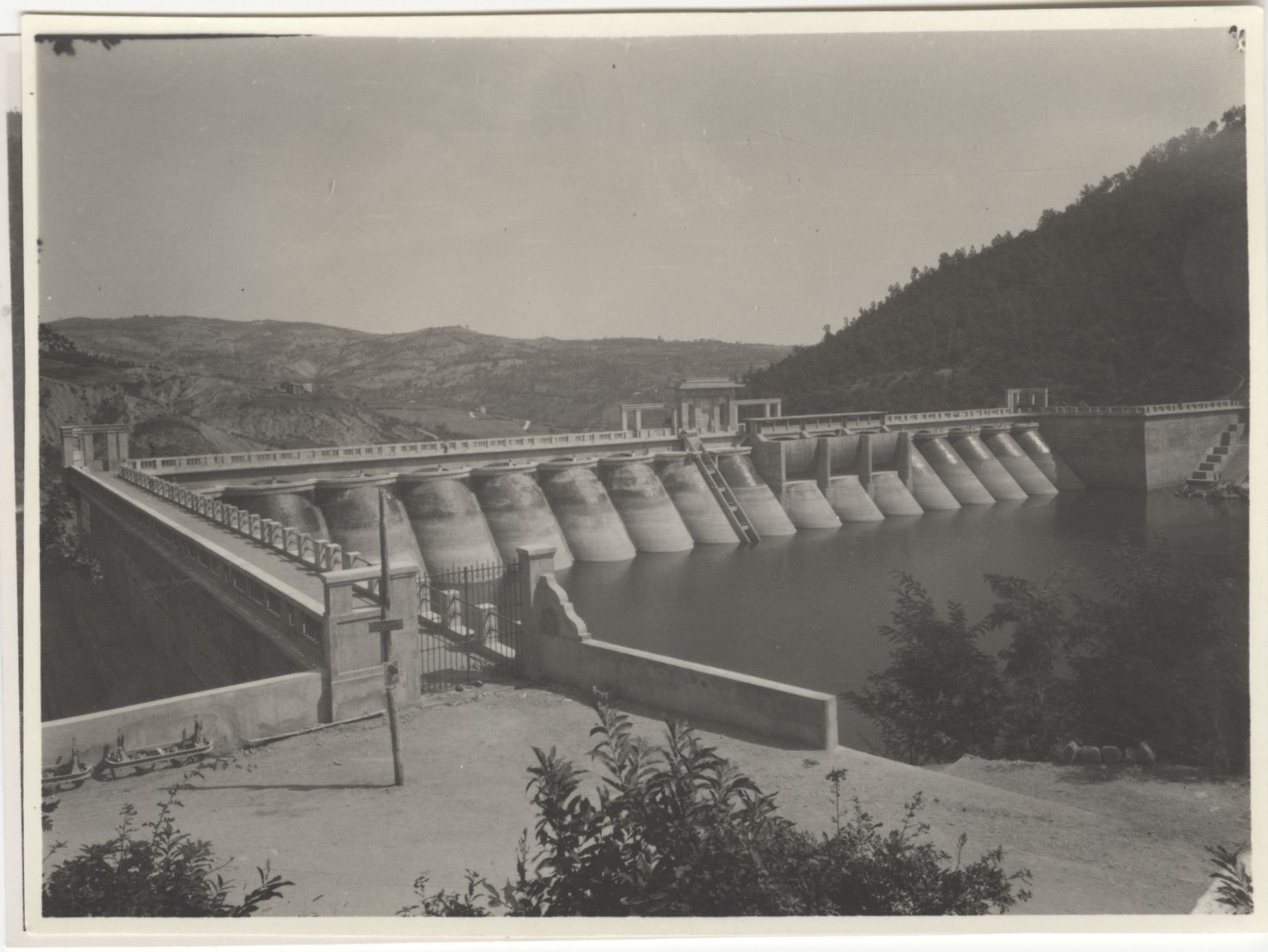